# Líbero Castiglia
Líbero Giancarlo Castiglia (San Lucido, 4 de julho de 1944 - Araguaia, 27 de outubro de 1974) foi um guerrilheiro italiano radicado no Brasil, único estrangeiro a pegar em armas contra a ditadura militar brasileira durante a Guerrilha do Araguaia.
Líbero veio cedo com a família para o Brasil, onde fez curso de torneiro mecânico e trabalhou como operário metalúrgico no Rio de Janeiro. Devido à sua militância política, foi obrigado a cair na clandestinidade após o golpe militar de 1964.
Foi um dos primeiros integrantes do Partido Comunista do Brasil (PCdoB) a chegar ao Araguaia, instalando-se em 1967 na região, na área chamada de Faveira, onde integrou-se aos moradores locais trabalhando como pequeno comerciante, agricultor e dono de um pequeno barco de transporte de mercadorias.
Com o início da guerrilha, tornou-se comandante de Destacamento A e depois passou a integrar o núcleo de comando dela, a Comissão Militar. Sobrevivente do ataque militar que destruiu o comando da guerrilha no Natal de 1973, não mais foi visto após esta data, apenas um comunicado pelo rádio ouvido por soldados das patrulhas de busca o deram como morto, metralhado em outubro de 1974.
Seu corpo jamais foi encontrado e é dado como desaparecido político.